# Atomosia scoriacea
Atomosia scoriacea là một loài ruồi trong họ Asilidae. Atomosia scoriacea được Wiedemann miêu tả năm 1828. Loài này phân bố ở vùng Tân nhiệt đới.